# G8+5

Els països del G8+5 en verd

El grup dels líders del G8+5 està integrat pels caps de govern de les nacions del G8 (Alemanya, el Canadà, els Estats Units, França, Itàlia, el Japó, el Regne Unit i Rússia) i els caps de govern de les principals nacions emergents (el Brasil, l'Índia, Mèxic, Sud-àfrica i la República Popular de la Xina).
El G8+5 es formà el 2005 quan el primer ministre del Regne Unit d'aleshores, Tony Blair, en el seu paper com a amfitrió de la 31a cimera del G8 a Gleneagles, Escòcia, convidà els líders dels principals països emergents a participar-hi, amb l'esperança de formar un grup més fort i representatiu per a enfortir les converses sobre el comerç a Doha i per a aconseguir major cooperació quant a les mesures per a prevenir el canvi climàtic. Després de la cimera, els països feren una declaració conjunta per a construir un "nou paradigma per a la cooperació internacional en el futur.
Després de la 33a cimera, a Heiligendamm, el 2007, la cancellera alemanya Angela Merkel anuncià l'establiment del Procés de Heiligendamm, amb el qual s'implementà la institucionalització completa del diàleg permanent entre els països del G8 i els cinc principals països emergents. Açò inclogué una plataforma comuna del G8 i G5 dins l'OCDE.
El 28 d'agost de 2007, el president de França, Nicolas Sarkozy, proposà que el Brasil, l'Índia, Mèxic, Sud-àfrica i la República Popular de la Xina es convertisquen en membres del G8.